# Сијетл (вођа)
Сијетл (енгл. Chief Seattle; 1786 - 7. јун 1866) био је вођа (поглавица) Суквамиша и Дувамиша, индијанских племена која су живела на простору данашње америчке државе Вашингтон. По њему је добио име град Сијетл.